# Trimble (Ohio)
Trimble és una població dels Estats Units a l'estat d'Ohio. Segons el cens del 2000 tenia 466 habitants.

## Demografia
Segons el cens del 2000, Trimble tenia 466 habitants, 175 habitatges, i 121 famílies. La densitat de població era de 276,8 habitants/km².
Dels 175 habitatges en un 38,3% hi vivien nens de menys de 18 anys, en un 49,1% hi vivien parelles casades, en un 17,1% dones solteres, i en un 30,3% no eren unitats familiars. En el 22,9% dels habitatges hi vivien persones soles el 10,3% de les quals corresponia a persones de 65 anys o més que vivien soles. El nombre mitjà de persones vivint en cada habitatge era de 2,66 i el nombre mitjà de persones que vivien en cada família era de 3,14.
Per edats la població es repartia de la següent manera: un 30,7% tenia menys de 18 anys, un 9,4% entre 18 i 24, un 27,3% entre 25 i 44, un 23,8% de 45 a 60 i un 8,8% 65 anys o més.
L'edat mediana era de 33 anys. Per cada 100 dones de 18 o més anys hi havia 86,7 homes.
La renda mediana per habitatge era de 30.500 $ i la renda mediana per família de 30.938 $. Els homes tenien una renda mediana de 29.107 $ mentre que les dones 21.667 $. La renda per capita de la població era d'11.437 $. Aproximadament el 22% de les famílies i el 26,1% de la població estaven per davall del llindar de pobresa.

## Poblacions més properes
El següent diagrama mostra les poblacions més properes.